# Mayor of Detroit
Albums de Proof
Hand 2 Hand
(2006) Time a Tell
(2010)
Mayor of Detroit est une mixtape réalisée par DJ Mixtape Assassin en hommage à Proof et diffusée en téléchargement gratuit à partir du 2 octobre 2008, jour du 35e anniversaire du rappeur décédé.
L'opus comprend des titres rares réalisés par Proof avant sa mort (avec Obie Trice, Baatin de Slum Village) mais également des morceaux inédits de l'album de Promatic. On y trouve également des interludes de ses proches (Bizarre et Kon Artis de D12, Dogmatic...) évoquant leurs souvenirs de l'artiste.

## Liste des titres

### Disque 1
| No  | Titre                                      | Contient un (des) sample(s) de | Durée |
| --- | ------------------------------------------ | ------------------------------ | ----- |
| 1.  | Proof Intro                                |                                | 0:13  |
| 2.  | The Perfect Start (featuring J-Hill)       |                                | 3:05  |
| 3.  | Proof Interlude                            |                                | 0:14  |
| 4.  | What's Up (interprété par Promatic)        |                                | 3:51  |
| 5.  | Proof Interlude                            |                                | 0:14  |
| 6.  | Behind the Music                           |                                | 4:36  |
| 7.  | Proof Interlude                            |                                | 0:49  |
| 8.  | Exclusive Mix 1                            |                                | 3:32  |
| 9.  | Proof Interlude                            |                                | 0:34  |
| 10. | Long Road                                  | Mirage de Jean-Luc Ponty       | 4:04  |
| 11. | Proof Interlude                            |                                | 0:18  |
| 12. | Drugs (interprété par Promatic)            |                                | 2:19  |
| 13. | Bizarre Interlude (interprété par Bizarre) |                                | 1:20  |
| 14. | Do Right (featuring Baatin)                |                                | 2:24  |
| 15. | Proof Interlude                            |                                | 0:23  |
| 16. | Cool Ass Niggas                            |                                | 3:39  |
| 17. | 40Flame Interlude (interprété par 40Flame) |                                | 1:37  |
| 18. | Space Odyssey                              |                                | 4:14  |
| 19. | Unborn Soldiers (featuring Obie Trice)     |                                | 3:06  |
| 20. | What U Say                                 |                                | 2:57  |
| 21. | 40Flame Interlude (interprété par 40Flame) |                                | 2:57  |
| 22. | Music Biz                                  |                                | 2:36  |
| 23. | Exclusive Mix 2                            |                                | 2:38  |
| 24. | Exclusive Mix 3                            |                                | 3:35  |
| 25. | Exclusive Mix 4                            |                                | 3:56  |

### Disque 2
| No  | Titre                                                       | Contient un (des) sample(s) de | Durée |
| --- | ----------------------------------------------------------- | ------------------------------ | ----- |
| 1.  | Detroit Intro                                               |                                | 0:30  |
| 2.  | We Here (interprété par Promatic featuring Raw Collection)  |                                | 5:21  |
| 3.  | Big Proof - Proof Interlude                                 |                                | 0:16  |
| 4.  | Where the Bitches at (interprété par Proof et Dogmatic)     |                                | 4:39  |
| 5.  | Dogmatic Interlude (interprété par Dogmatic)                |                                | 0:34  |
| 6.  | Doggs (interprété par Promatic)                             |                                | 4:06  |
| 7.  | Waffle House (interprété par Promatic)                      |                                | 4:29  |
| 8.  | Proof Interlude                                             |                                | 0:16  |
| 9.  | Bust Shots                                                  |                                | 2:29  |
| 10. | 40Flame Interlude (interprété par 40Flame)                  |                                | 2:33  |
| 11. | Priceless Freestyle                                         |                                | 5:05  |
| 12. | I Love You                                                  |                                | 3:08  |
| 13. | Ride Out (featuring HNT)                                    |                                | 4:26  |
| 14. | Cali Trip                                                   | Xanadu de Rush                 | 3:26  |
| 15. | D12World Interlude                                          |                                | 0:39  |
| 16. | Mad (Video Version)                                         |                                | 2:53  |
| 17. | J.F.                                                        | Flamboyant de Big L            | 3:13  |
| 18. | 40Flame Interlude (interprété par 40Flame)                  |                                | 2:13  |
| 19. | Do You (featuring J-Hill)                                   |                                | 4:21  |
| 20. | 40Flame Interlude (interprété par 40Flame)                  |                                | 1:22  |
| 21. | Dreamin' (Big Proof 4Ever) (interprété par Quest M.C.O.D.Y) |                                | 4:32  |
| 22. | Mr. Porter Interlude (interprété par Mr. Porter)            |                                | 1:31  |
| 23. | Proof Tribute (interprété par Marvwon et Fatt Father)       |                                | 1:31  |
| 24. | Proof Interlude                                             |                                | 0:27  |
| 25. | Thank Ya'll                                                 |                                | 4:28  |